# Ričardas Malinauskas
Ričardas Malinauskas (ur. 22 kwietnia 1965 w miejscowości Skaisčiūnai koło Mariampolu) – litewski działacz polityczny i samorządowiec, były wiceprzewodniczący Litewskiej Partii Socjaldemokratycznej, były prezes Litewskiego Związku Samorządowego, od 2000 burmistrz Druskienik.

## Życiorys
W latach 1983–1984 studiował w Kowieńskim Instytucie Politechnicznym, następnie (1984–1987) w Litewskiej Akademii Rolniczej. W 2003 ukończył studia w Uniwersytecie Technicznym w Kownie (dawnym Instytucie Politechnicznym).
W latach 1993–2000 był dyrektorem generalnym spółki "Hesona", kierował również firmą "Hesonos klubas" (1998–2000). W 2000 po raz pierwszy został wybrany w skład rady miejskiej Druskienik (jako przedstawiciel Litewskiej Demokratycznej Partii Pracy). Reelekcję uzyskiwał w latach 2002, 2007, 2011, 2015 i 2019 (z ramienia Litewskiej Partii Socjaldemokratycznej, następnie zaś jako niezależny). Od 7 kwietnia 2000 pełni funkcję burmistrza Druskienik.
Był działaczem Litewskiego Związku Samorządowego (lit. Lietuvos savivaldybių asociacija, LSA), w latach 2003 i 2007 był wybierany jego prezesem. Pełnił także funkcję wiceprzewodniczącego Litewskiej Partii Socjaldemokratycznej, kierując jednocześnie oddziałem partii w Druskienikach. Był członkiem Komitetu Regionów Unii Europejskiej.
Rozwiedziony i powtórnie żonaty, ma czwórkę dzieci. Jego ojciec Viliumas Malinauskas jest przedsiębiorcą i założycielem parku "Grūtas" pod Druskienikami. 

## Źródła
- Kandidatas į savivaldybės tarybos narius ir narius – merus. Biografija. vrk.lt. [dostęp 2019-07-19]. (lit.).
- Kandidatas į savivaldybės tarybos narius ir narius – merus. Anketa. vrk.lt. [dostęp 2019-07-19]. (lit.).